# Hybos brachialis
Hybos brachialis är en tvåvingeart som beskrevs av Camillo Rondani 1875. Hybos brachialis ingår i släktet Hybos och familjen puckeldansflugor. Inga underarter finns listade i Catalogue of Life.